# Palais des sports Marcel-Cerdan
Pour les articles homonymes, voir Palais des sports.
 (mars 2025).
Si vous disposez d'ouvrages ou d'articles de référence ou si vous connaissez des sites web de qualité traitant du thème abordé ici, merci de compléter l'article en donnant les références utiles à sa vérifiabilité et en les liant à la section « Notes et références ».
Le palais des sports Marcel-Cerdan, abrégé localement en « le Palais des Sports », est la salle de Levallois-Perret où joue le club de basket-ball des Levallois Metropolitans, club résultant du retrait de la ville de Paris du club Paris-Levallois. 
À partir de la saison 2023-2024, l'enceinte devient également le lieu de résidence du club de volley-ball féminin du Levallois Paris Saint-Cloud.

## Historique

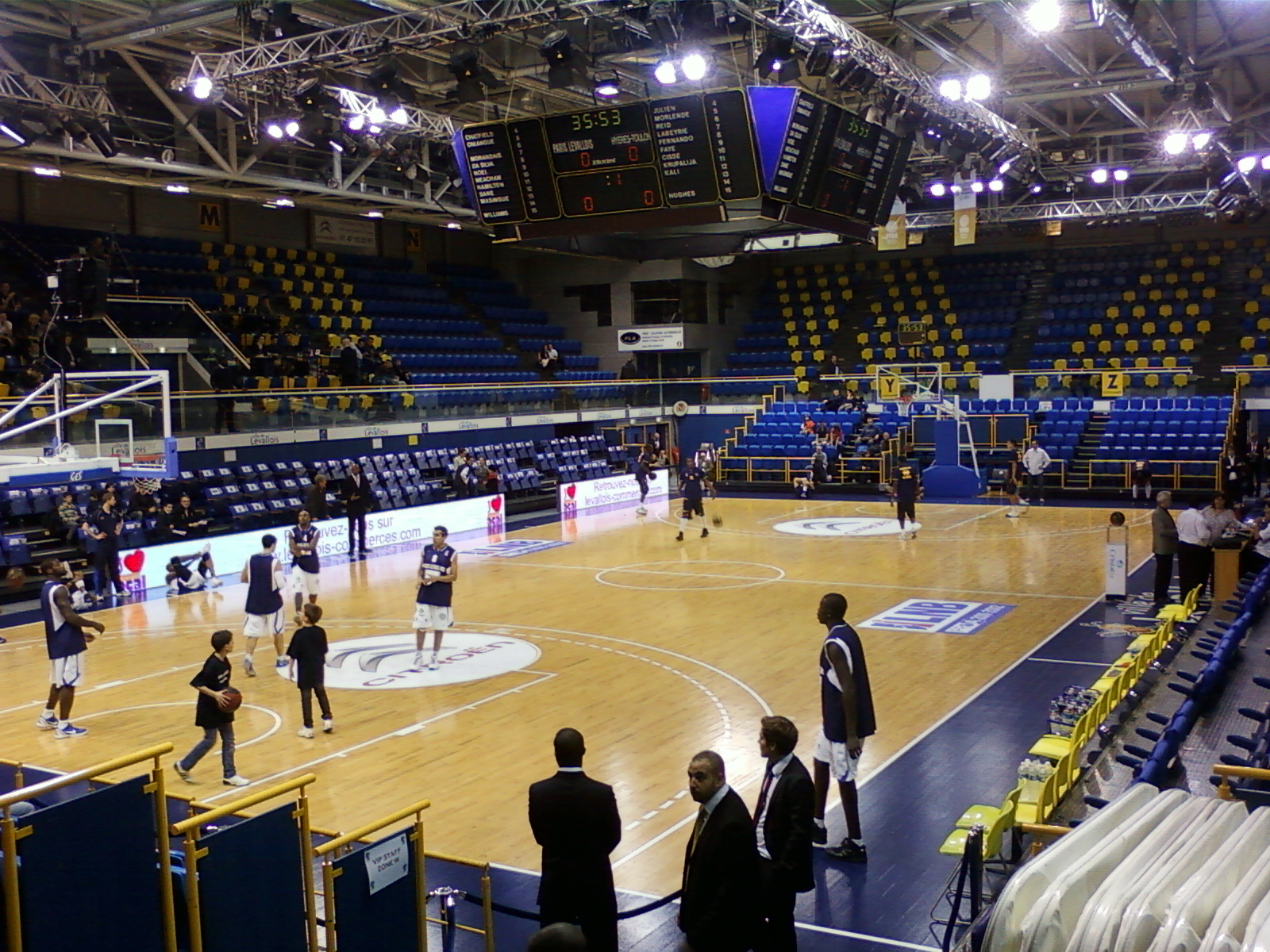
Le Palais des Sports accueille certains matches à domicile du club de basket « les Levallois Metropolitans ».

Le palais des sports Marcel-Cerdan porte le nom du boxeur Marcel Cerdan. Depuis son ouverture, il accueille chaque saison une cinquantaine de manifestations aussi diverses que les compétitions sportives, les salons, les forums, les meetings ou conventions d’entreprises, les concerts, les pièces de théâtre, les salons, les remises de prix, les banquets, les cérémonies religieuses, les tournages de film, les bureaux de vote, etc.
Il dispose d'un réseau câblé et d'aménagements techniques pour les retransmissions télévisées.
Le palais des sports Marcel-Cerdan a été construit en 1991 et inauguré en janvier 1992 par Patrick Balkany, alors maire de Levallois. Ce site est desservi par la station de métro Pont de Levallois - Bécon.
Lors de la saison 2022-2023, la section volley-ball du club omnisports du Levallois SC joue ses rencontres à domicile au Palais des Sports. À la suite de sa fusion avec le Stade français Paris, c'est le Levallois Paris Saint-Cloud qui occupe l'enceinte à partir de l'exercice 2023-2024.